# Michalovce
Michalovce (německy Großmichel, maďarsky Nagymihály, romsky Mihaľa) jsou okresní město na východním Slovensku, v Košickém kraji. Jsou hospodářským a správním centrem zemplínského regionu. Michalovce leží šedesát kilometrů východně od Košic a třicet kilometrů od ukrajinské hranice. Městem protéká řeka Laborec. Ve městě žije přibližně 37 tisíc obyvatel.

## Historie
Oblast je osídlená již od počátku neolitu, existovala zde i halštatská sídliště. Archeologické výzkumy prokázaly, že ve 12. století ve městě stála románská rotunda. Samotné město je doloženo až od roku 1244, městská práva pak získalo v roce 1418. Na konci druhé světové války město osvobodila Rudá armáda dne 26. listopadu 1944.
Ve druhé polovině dvacátého století byl ve městě rozvinut oděvní a strojírenský průmysl. Po roce 1990 došlo k úpadku průmyslu. Nedaleko města, východním směrem se nachází přehradní nádrž Zemplínská šírava. 

## Části města
Město se skládá z následujících devíti městských částí:
- Michalovce
- Vrbovec
- Meďov
- Betlenovce
- Milovaná
- Žabany
- Topoľany
- Močarany
- Stráňany

## Doprava

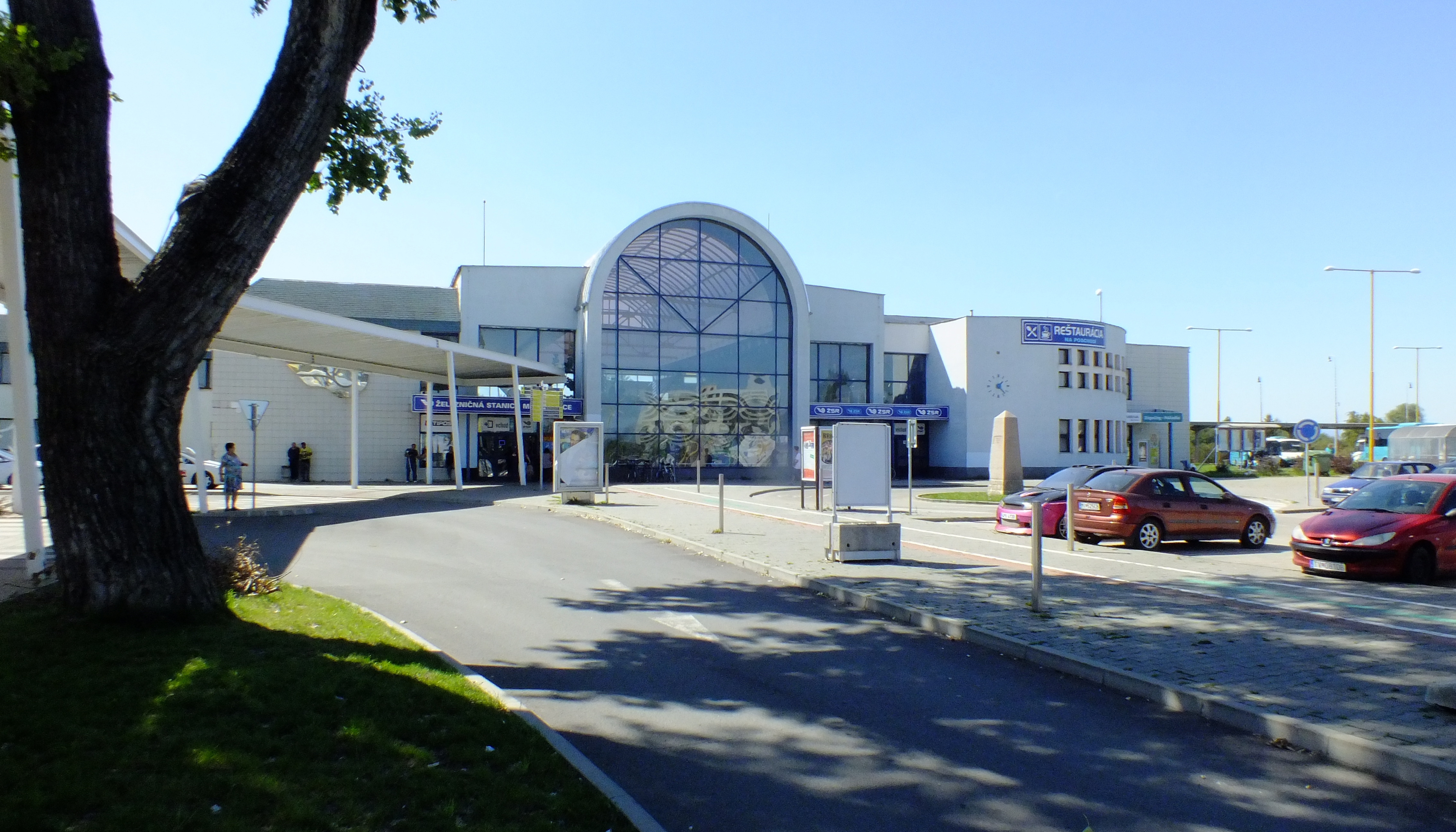
Železniční stanice

Ve městě se nachází dvě železniční zastávky a to Michalovce a Michalovce zastávka. Městem prochází silnice I/18 (Žilina – Vrútky – Poprad – Prešov – Strážske – Michalovce) a I/19 (Košice–Michalovce).
Město má autobusové nádraží, ze kterého jezdí dálkové spoje (do ukrajinského Užhorodu či Mukačeva, Košic, Bratislavy, Prahy, Plzně, Liberce i Londýna) a také regionální linky do okolních vesnic. Městskou hromadnou dopravu provozuje ve městě společnost DZS MK TRANS na jedenácti linkách.

## Společnost
Ve městě působí místní ochotnické divadlo Pri fontáne.

### Školství
Ve městě se nachází gymnázium založené v roce 1922, pojmenované po jeho absolventovi, národním umělci, básníkovi Pavlu Horovovi. Mezi absolventy patří Marián Čalfa, generál letectva Jozef Činčár, geolog Michal Maheľ, archeolog Belo Polla, spisovatek Jozef Puška a kardinál Jozef Tomko. Také v něm působili pedagogové jako Július Barč-Ivan, Emanuel Böhm, Július Činčár, Štefan Hlaváč a Šimon Čižmár. 
Mateřské školy:
- Materská škola Fraňa Kráľa
- Materská škola Okružná
- Materská škola Leningradská
- Materská škola S. H. Vajanského
- Materská škola Michalovce
- Cirkevná materská škola sv. Terezky
- Cirkevná materská škola blahoslaveného biskupa Vasiľa Hopku

Základní školy:

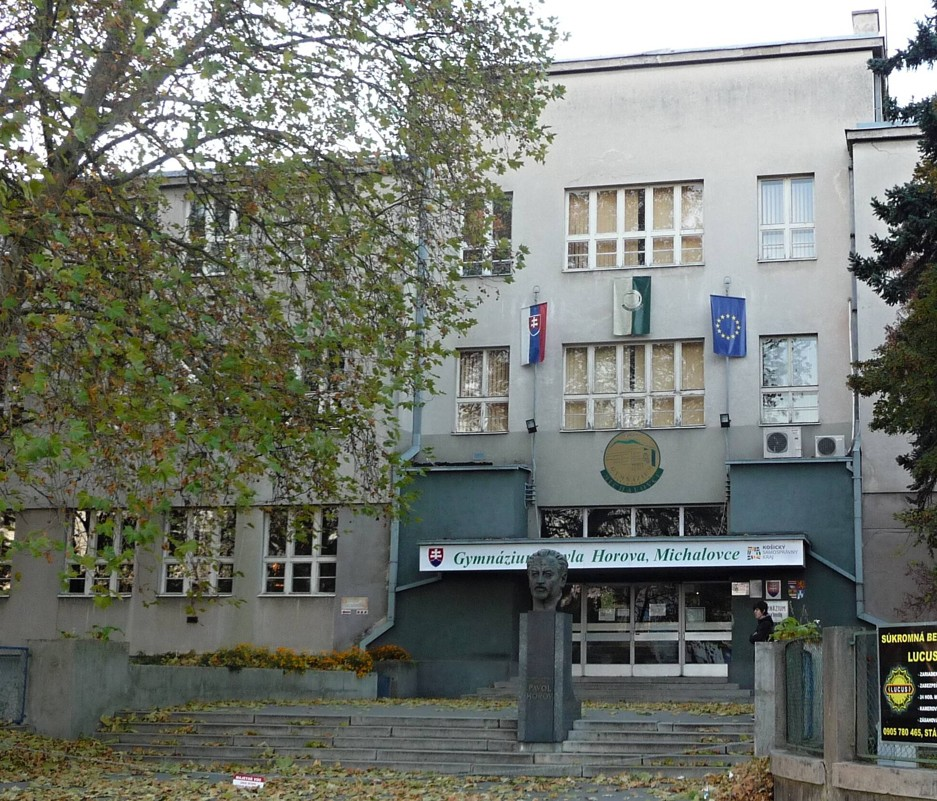
Gymnázium Pavla Horova

- Základná škola Teodora Jozefa Moussona
- Základná škola Jana Švermu
- Základná škola Moskovská
- Základná škola J.A.Komenského
- Základná škola Školská
- Základná škola Okružná
- Základná škola Krymská
- Základná škola Kpt. Nálepku
- Cirkevná základná škola sv. Michala
- Základná umelecká škola

Střední školy:
- Gymnázium Pavla Horova
- Stredná odborná škola technická
- Gymnázium Ľudovíta Štúra
- Stredná odborná škola sv. Cyrila a Metoda
- Stredná zdravotnícka škola
- Obchodná akadémia
- Stredná odborná škola obchodu a služieb

### Sport
- MFK Zemplín Michalovce – fotbalový klub
- IUVENTA Michalovce – ženský hanženkářský klub
- JUDO – ŠK Zemplín Judo Michalovce
- HK Dukla Ingema Michalovce – hokejový klub
- 1. BK Michalovce – I. Basketbalová liga
- Vk Michalovce - Volejbalová liga
- Tenisová liga

## Pamětihodnosti
Ve městě je řeckokatolický chrám Narození Přesvaté Bohorodičky z roku 1771, římskokatolický kostel Narození Panny Marie z roku 1313, řeckokatolický chrám svatého Ducha v neobyzantském slohu z roku 1935 a řeckokatolický chrám Zesnutí Přesvaté Bohorodičky na Vrboveckého ulici. 

### Muzeum
Sbírky a expozice muzea jsou umístěny v prostorách reprezentativního barokně-klasicistního zámečku a šlechticů ze Starého a z Michalovců. Zámeček vznikl v 17. století přebudováním staršího hradu, naposledy byl přestavěn v třicátých letech 19. století. Zámeček, bývalé hospodářsko-správní objekty, jakož i rekonstruované základy rotundy, nacházející se v areálu muzea, jsou kulturními památkami.

### Ústřední vojenský hřbitov Rudé armády
V Michalovcích je Ústřední vojenský hřbitov Rudé armády, na kterém je pochováno více než sedmnáct tisíc vojáků, kteří padli na území Slovenska ve druhé světové válce při osvobozování Československa.

## Osobnosti
- Gorazd Zvonický (1913–1995), básník, překladatel
- Pavol Horov (1914–1975), básník
- Štefan Kukura (1914–1984), lékař a primář chirurgického oddělení Michalovské nemocnice
- Július Činčár (1919–1979), geolog
- Hedviga Bystrická (1924–2018), mikropaleontoložka a vysokoškolská pedagožka
- Michal Kocák (1934 – 2024), literární historik, pedagog, editor, pracovník Matice slovenské
- Dušan Klein (1939–2022), režisér
- Ander z Košíc (* 1941), komik a vyprávěč
- Alexej Baláž (1943–2016), římskokatolický kněz, kanovník litoměřické kapituly
- Andrej Daňko (* 1948), fotbalista a trenér
- Jozef Puškáš (* 1951), prozaik, esejista, filmový kritik a scenárista
- Valérie Čižmárová (1952–2005), zpěvačka
- Táňa Radeva (* 1957), slovenská herečka
- Martin Zbojan (* 1960), malíř, grafik, kreslíř a vysokoškolský pedagog
- Ján Ďurovčík (* 1971), choreograf
- Róbert Karovič (* 1979), filmový a televizní střihač
- Richard Štochl (* 1975), házenkář
- Jana Hospodárová (* 1976), moderátorka
- Kristián Kudroč (* 1981), hokejista
- Tatiana Sabolova (* 1993), dostihová závodnice a odbornice na koňský chov
- Pavol Regenda (* 1999), hokejový útočník

## Fotogalerie

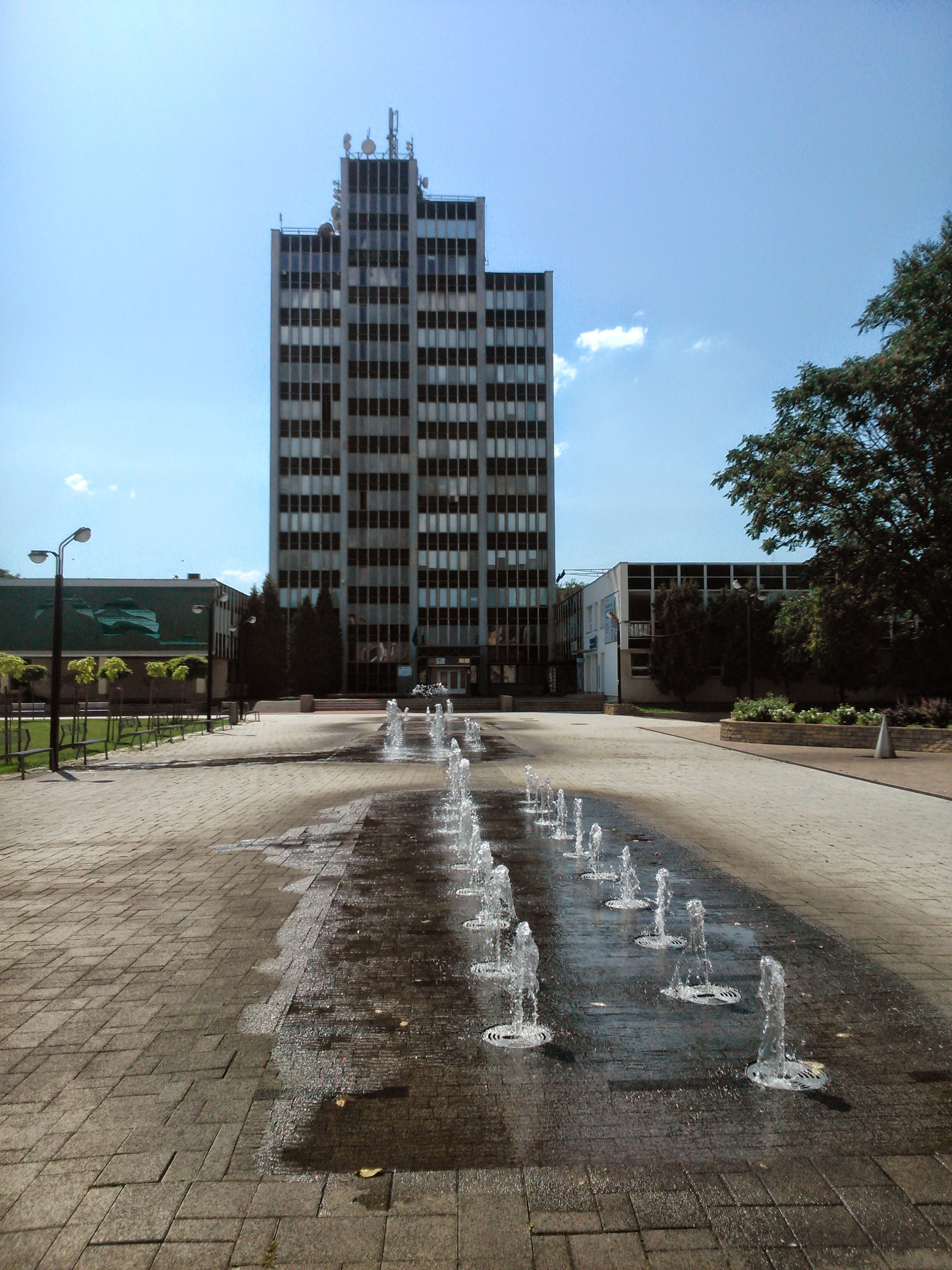
Mrakodrap
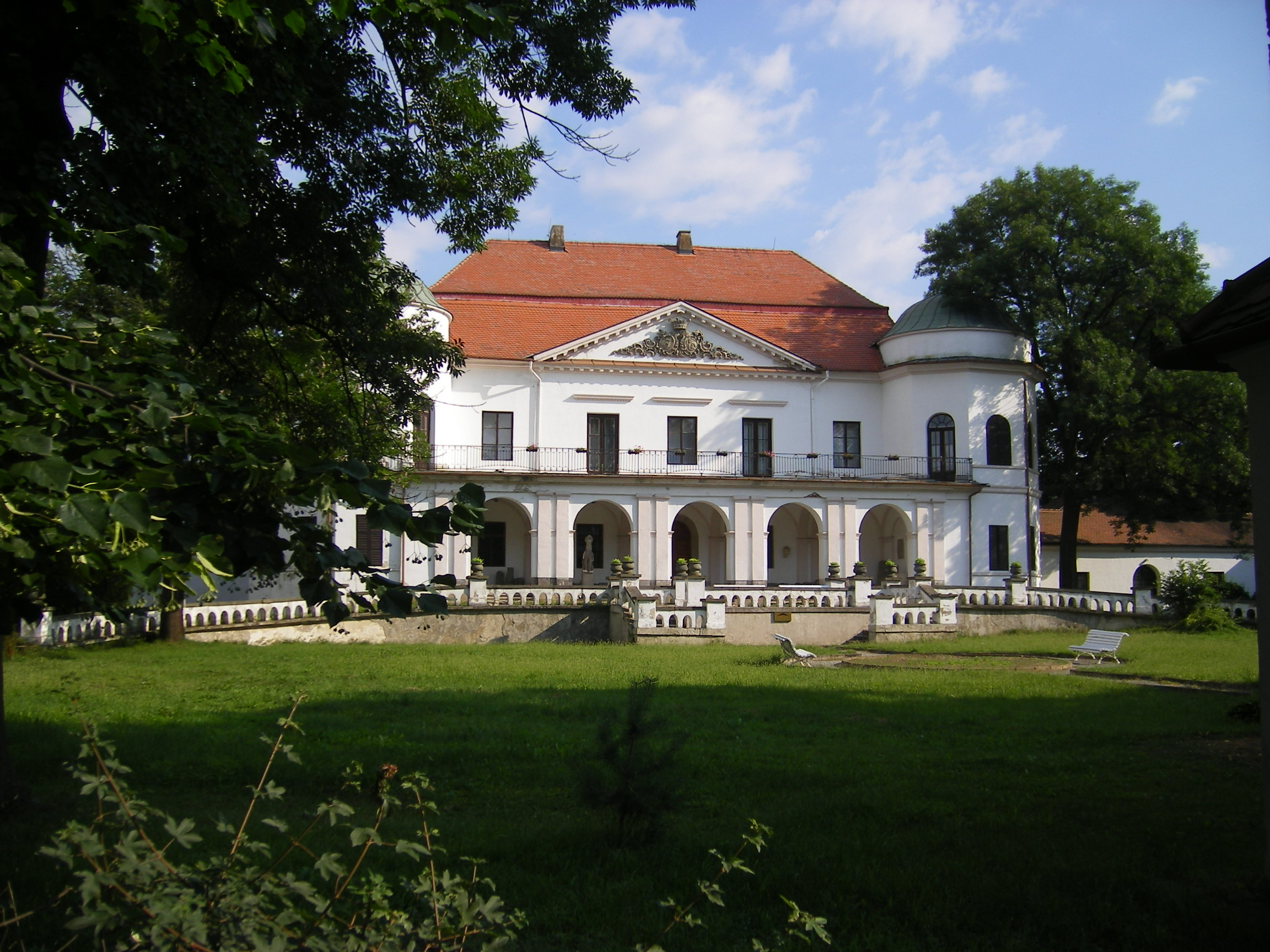
Zemplínské múzeum

## Sousední města
| Růžice kompasu | Prešov (~78 km)   | Strážske (~17 km), Humenné (~27 km) | Snina (~48 km)                      | Růžice kompasu |
| Růžice kompasu | Košice (~59 km)   | Sever                               | Sobrance (~21 km), Užhorod (~39 km) | Růžice kompasu |
| Růžice kompasu | Košice (~59 km)   | Michalovce                          | Sobrance (~21 km), Užhorod (~39 km) | Růžice kompasu |
| Růžice kompasu | Košice (~59 km)   | Jih                                 | Sobrance (~21 km), Užhorod (~39 km) | Růžice kompasu |
| Růžice kompasu | Trebišov (~25 km) | Miskolc (~88 km)                    | Čierna nad Tisou (~59 km)           | Růžice kompasu |

## Partnerská města
- Vyškov, Česko
- Villarreal, Španělsko
- Jarosław, Polsko
- Pančevo, Srbsko
- Sátoraljaújhely, Maďarsko
- Užhorod, Ukrajina
- Kavarna, Bulharsko
- Cognac, Francie
- Liptovský Mikuláš, Slovensko
- Drbów, Polsko